# Comuna Peceniuhî, Novhorod-Siverskîi
Peceniuhî (în ucraineană Печенюги) este o comună în raionul Novhorod-Siverskîi, regiunea Cernihiv, Ucraina, formată din satele Kuzmînske, Lîzunivka, Peceniuhî (reședința), Volodîmîrivka și Vostocine.

## Demografie
Componența lingvistică a comunei Peceniuhî
     Rusă (59,38%)
     Ucraineană (40,54%)
     Alte limbi (0,09%)
Conform recensământului din 2001, majoritatea populației comunei Peceniuhî era vorbitoare de rusă (59,38%), existând în minoritate și vorbitori de ucraineană (40,54%).